# Агзыбирлик
Наро́дно-демократи́ческое движе́ние «Агзыбирли́к» («Едине́ние/Еди́нство») — национал-демократическое оппозиционное политическое движение, возникшее в 1989 году в Туркменской ССР, в эпоху «Перестройки». С 1992 года является запрещённой организацией на территории Туркменистана, и даже любые выражения симпатии к движению преследуются властями республики.

## История
«Агзыбирлик» был создан 1 сентября 1989 года несколькими представителями туркменской интеллигенции и диссидентами, в том числе Нурберды Нурмамедовым, Бабпа Гокленом и другими изначально как общественно-политический форум для обсуждения и мониторинга культурного и социального возрождения туркменского народа, развития и защиты туркменского языка. Существуют противоречивые оценки идеологии движения. Некоторые называли движение умеренным национал-демократическим, другие считали движение откровенно националистическим. В частности, так считал президент страны Сапармурат Ниязов, который сам после независимости Туркменистана начал вести открыто националистическую политику и начал процесс тотальной «туркменизации» внутри страны. «Агзыбирлик» в 1989—1990 годах провела несколько митингов в Ашхабаде и Красноводске с требованием придать туркменскому языку статус государственного языка, и под давлением общественности в 1990 году, власти республики придали туркменскому языку статус государственного, оставив этот статус и русскому языку.
В конце 1989 года общественно-политический форум «Агзыбирлик» был преобразован в народно-демократическое движение «Агзыбирлик», и движение планировало официально зарегистрироваться и принять участие на выборах на Верховный Совет Туркменской ССР 7 января 1990 года. Регистрация движения были отклонена властями республики, и движение официально не сумело участвовать как в парламентских, так и в президентских выборах. Из-за этого, члены движения участвовали в тех парламентских выборах в качестве независимых кандидатов и в итоге смогли занять около 10 % мест в новом Верховном Совете Туркменской ССР. Начиная с лета 1990 года активисты движения «Агзыбирлик» стали выступать с требованиями к Верховному Совету об объявлении независимости Туркменистана от СССР, но эти требования игнорировались как Верховным Советом, так и президентом страны. Так как движение не имело официальной регистрации, оно не смогло участвовать и в последующих парламентских и президентских выборах. Движение «Агзыбирлик» имело тесные связи с узбекским народным движением «Бирлик», с «Народным фронтом Азербайджана» и частично с грузинской коалицией «Круглый стол—Свободная Грузия». До 1993 года на территории Туркменистана издавался печатный орган движения — газета «Агзыбирлик». Движение одним из первых предложила перевести туркменскую письменность с кириллицы на латиницу, что и было осуществлено в апреле 1993 года.
Ряд активистов и членов движения начиная с 1991 года были арестованы и осуждены на различные тюремные сроки, некоторые умерли в тюрьме, исчезли бесследно, остальные бежали в Россию, Турцию, Узбекистан, Азербайджан (в эпоху Абульфаза Эльчибея), Грузию (в эпоху Звиада Гамсахурдии) и Украину, а после давления туркменских властей в эти страны, перебрались дальше в США и Европу.
Движение после почти полного изгнания из Туркменистана, заняла крайне жесткую оппозиционную позицию и критикует властей Туркменистана, как в эпоху правления Сапармурата Ниязова, так и в эпоху правления его преемника — Гурбангулы Бердымухамедова. Движение выступает за свободный Туркменистан с демократической и либеральной системой, за открытие страны к туристам и инвесторам, за вступление в ВТО и ОПЕК, за диверсификацию экономики и постепенного уменьшения роли нефти, газа и хлопка в экономике страны, но тем не менее считает, что Туркменистан мог бы стать «Вторым Кувейтом» с такими огромными запасами нефти и газа, и мировым центром отдыха на берегу Каспийского моря с жарким климатом, если бы не тоталитаризм и диктатура, тотальная коррупция и кумовство, фактически установленные по всей стране Сапармуратом Ниязовым и продолжаемый его преемником — Гурбангулы Бердымухамедовым.

## Флаг
На официальном сайте движения, под руководством Объединённой демократической оппозиции Туркменистана (ОДОТ) выставлены проекты флага нового, демократического Туркменистана, которые были замечены российским популярным вексиллологическим сайтом Vexillographia.ru. Первый проект представляет собой флаг из красной и зелёной горизонтальных полос с жёлтым кругом на стороне древка. Второй проект представляет собой флаг с тремя равными горизонтальными полосами красного, зелёного и чёрного цветов, с жёлтым кругом на стороне древка.
В описании флагов говорится: «Красный цвет связан с коммунистической историей страны, когда была основана современна государственность туркменского народа, зелёный цвет символизирует религию ислам, которую придерживается большинство населения страны, чёрный цвет является напоминанием о тяжелых периодах, выпавших на долю туркменского народа, о испытаниях, которые угрожали основам существования туркменского народа, а также символизирует средневекового туркменского государства, которое имеет символическую преемственность туркменской государственности. Ни один из этих цветов не превалирует над другим, создавая естественный триколор и символ для единения народов демократического Туркменистана, людей с различными взглядами на историю и будущее страны. Жёлтый круг в центре у древка является символом богатства туркменской земли, источником всего живого и самого Солнца».
- Проекты флага демократического Туркменистана, выдвинутые движением «Агзыбирлик».
- Первый проект и собственно флаг самого движения
- Второй проект